# Митрополит њемачки Григорије
Григорије (световно Младен Дурић; Вареш, 17. децембар 1967) је архиепископ диселдорфско-берлински и митрополит немачки. Бивши је епископ захумско-херцеговачки и приморски (1999—2018) и викарни епископ хумски (1999).

## Биографија
Родитељи су му Здравко и Савка рођ. Јовић. Дјетињство је провео у селу Планиница гдје је живјела његова породица, иначе поријеклом из херцеговачког села Бањани из околине Билећког језера.
Основну школу је завршио у Варешу (1981), а Електроничарску школу (у то вријеме тако названу) такође у Варешу (1984). Средњу богословску школу је уписао 1984. и завршио је 1988. године у Београду, након чега уписује Богословски факултет и потом 1989. одлази на одслужење војног рока у Загреб.
Замонашен је у манастиру Острог, дана 23. јуна 1992. године, одакле одлази са епископом Атанасијем (Јевтићем) у обновљени манастир Успења Пресвете Богородице Тврдош код Требиња. Рукоположен је за јерођакона 17. јула 1992, а за јеромонаха 19. августа 1992. године. Тврдошки игуман постаје 12. маја 1996, а архимандрит 19. августа 1997. године. Богословски факултет је завршио 1994. године и од 1995. до 1997. био је на постдипломским студијама у Атини.

## Епископ
На редовном засједању Светог архијерејског сабора Српске православне цркве од 13. до 15. маја 1999. године изабран је за викарног епископа хумског при Епархији захумско-херцеговачкој. На ванредном саборском засједању од 13. до 18. септембра исте године, након повлачења епископа Атанасија (Јевтића), изабран је на упражњену епархијску катедру. На владичанском трону епископа Григорија је устоличио митрополит црногорско-приморски Амфилохије (Радовић), дана 3. октобра 1999, по благослову патријарха српског Павла.
Епископ Григорије је обављао и дужност епископа замјеника митрополита дабробосанског Николаја Мрђе и у више наврата је био члан Светог архијерејског синода. На редовном засједању Светог архијерејског сабора, у мају 2018. године, изабран је за епархијског архијереја Епархије франкфуртске и све Њемачке (данас Епархија диселдорфска и њемачка). Устоличен је у недјељу, 16. септембра 2018. године, у Храму Светог Саве у Диселдорфу.
Дана 29. октобра 2014. године на Православном богословском факултету у Београду докторирао је теологију. Јануара 2017. године именован је за члана Сената Републике Српске на седмогодишњи мандат. Написао је књигу „Преко прага” за коју је 22. децембра 2017. године добио Награду Кочићево перо, као и Награду Кочићева књига.

## Одликовања
- Орден Његоша II реда (Видовдан 1993)[7]
- Орден Републике Српске (јануар 2012)

## Дела
Књиге
- Долази час и већ је настао (2004)
- Лазар (2008)
- Прича о старом краљу (2009)
- Радост живота (2010)
- Преко прага (2017)
- Бити са другим (2018)[8]
- Гледајмо се у очи (2019)
- Небеска дворишта (2022)
- Странац у шуми (2024)[9]

Одабрани радови
- Историја и есхатологија код Ј. Зизјуласа
- Алекса Шантић — Пјесник рањених и потиштених
- Пребиловачка црква — Наша Голгота и наша Златна Круна
- О вери код Пола Тилиха
- Просвјета Св. Василија Херцеговачког Чудотворца
- Православна еклисиологија по Св. Игњатију Богоносцу